# A História Sob a Terra
A História Sob a Terra é um livro sobre os achados arqueológicos encontrados na Baixada Santista. Escrito por Fábio Malavoglia, Maria Lúcia Montes e Zaida Siqueira, a obra apresenta cerca de trezentas imagens, desde estilhaços de vasos de faiança portuguesa até a roda de ferro de um brinquedo secular. O livro possui uma linguagem bem acessível e está amplamente ilustrado para o público em geral e especialmente o de escolas. Publicado pela DZ Produções Artísticas.

## Surgimento do Livro
A ideia de escrever o livro surgiu durante as escavações para a instalação dos dutos de gás na região, quando foram encontrados fragmentos de objetos de uma época anterior, uma "cidade invisível' em meio a modernidade.
Atualmente as leis implicam que nenhuma obra grande, como abertura de túneis, implementação de metrô, pode ser realizada sem ter sido feita uma pesquisa ambiental e arqueológica antes. Então, para a implantação de dutos de gás natural em Santos, entre 2007 e 2009, a empresa Comgás contratou a Scientia Consultoria Científica para esta finalidade. Encontrar fragmentos arqueológicos já era algo esperado, uma vez que Santos e São Vicente são cidades que possuem mais de quinhentos anos. Mas devido à imensa quantidade de fragmentos, objetos que surgiram, a Comgás percebeu que era possível escrever um livro. Entretanto a pesquisa era técnica, científica e por esse motivo, eles envolveram mais três pessoas para a empreitada: o jornalista Fábio Malavoglia para escrever o livro em uma linguagem mais acessível, prazerosa para a leitura, Zaida Siqueira que ficou responsável pelas fotos atuais ilustradas no livro e Maria Lucia Montes para ser responsável pela pesquisa iconográfica e imagens antigas.

## Descobertas Arqueológicas do Livro
O livro vai além dos achados arqueológicos durante a abertura do gasoduto. Dividido em doze capítulos, ele apresenta também descobertas arqueológicas passadas:
- o frontão com a mais antiga inscrição católica do Brasil em São Vicente, resgatado no século XIX[3]
- a lápide de Frei Gaspar da Madre de Deus, primeiro historiador santista, também resgatado no século XIX,[3] é de 1631 e está no Museu de Arte Sacra de Santos[5]
- o mais antigo muro de alvenaria que está no Museu Casa Martim Afonso,[3] é uma parte da parede/muro que sobrou da casa de Martim Afonso de Sousa, fundador de São Vicente, que lá viveu entre 1532 e 1533[6]
- os restos do segundo prédio do hospital da Misericórdia(conhecido como Santa Casa de Santos), erguido em 1665, no Campo da Misericórdia, atualmente Praça Mauá.[3][7] O Hospital da Misericórdia de Santos foi o segundo hospital do Brasil, iniciado em 1542 e recebeu o alvará em 1551.[7]

Em diversas localidades da baixada santista foram encontrados restos arqueológicos de trilhos de bonde e parte de sistemas de drenagem e canalização de rios. No bairro do Gonzaga, uma galeria foi encontrada em frente ao antigo Parque Balneário, ela fazia parte do sistema de canalização do Dois Rios, para permitir a abertura da avenida Ana Costa. Galeria semelhante também foi encontrada no bairro do Valongo, era parte da canalização do ribeirão que ia do Morro de São Bento até os cais, passando pelo santuário de Santo Antônio. Já na avenida Conselheiro Nébias, foi encontrada uma caixa de ferraduras do tempo em que os bondes eram ainda puxados por burros e cavalos.
Além disso, também foram encontrados fragmentos de sopeiras, de pratos, de urinóis, de pias e de objetos em cerâmica. Tanto estilhaços de vasos de faianças portuguesas como de louças inglesas surgiram deste trabalho. Interessante são também os fragmentos de frascos de loção e perfume, que retratam como vivia a elite santista em fins do século XIX e começo do XX.
Até ossos de carnes que foram comidas há cem anos foram encontradas e estão no livro.